# Akhenaton

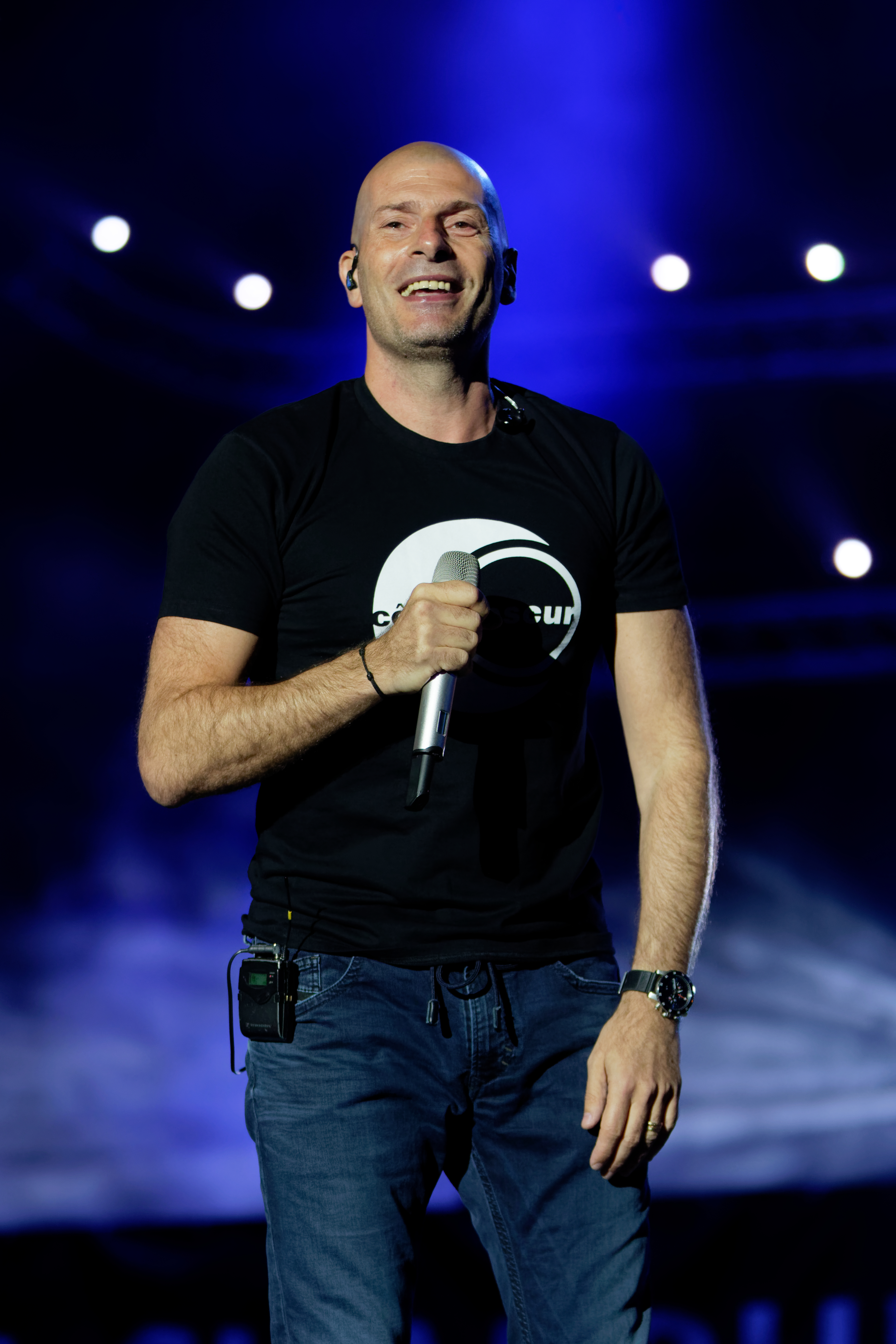
Akhenaton (2018)

Akhenaton (* 17. September 1968 in Marseille) ist ein französischer Rapper aus Marseille. Er ist Mitglied von IAM, hat aber auch Soloalben veröffentlicht.
Sein bürgerlicher Name ist Philippe Fragione. Er ist auch als AKH, Chill, Sentenza oder Spectre bekannt.

## Biographie
Akhenaton wurde am 17. September 1968 in Marseille geboren und wuchs in einem Vorort der Stadt auf. Nachdem er in den achtziger Jahren Hip-Hop entdeckte, flog er öfter nach New York. Zu dieser Zeit lernte er auch Éric Mazel kennen, der später unter dem Pseudonym Khéops der DJ von IAM wurde. 1988 lernte er Geoffroy Mussard (Shurik'n) und Malek Brahimi (Freeman) kennen, mit welchen er IAM gründete.
Nach drei erfolgreichen Alben von IAM nahm Akhenaton 1995 sein erstes Solo-Album auf. Dieses wurde ungefähr 300.000 mal verkauft.

## Diskografie

### Soloalben
| Jahr | Titel              | Höchstplatzierung, Gesamtwochen, AuszeichnungChartplatzierungen (Jahr, Titel, Platzierungen, Wochen, Auszeichnungen, Anmerkungen) | Höchstplatzierung, Gesamtwochen, AuszeichnungChartplatzierungen (Jahr, Titel, Platzierungen, Wochen, Auszeichnungen, Anmerkungen) | Höchstplatzierung, Gesamtwochen, AuszeichnungChartplatzierungen (Jahr, Titel, Platzierungen, Wochen, Auszeichnungen, Anmerkungen) | Anmerkungen                                                   |
| Jahr | Titel              | FR | BEW | CH | Anmerkungen                                                   |
| ---- | ------------------ | --- | --- | --- | ------------------------------------------------------------- |
| 1997 | Métèque et mat     | FR66 Gold · (7 Wo.)FR | — | — | Erstveröffentlichung: 13. Oktober 1997 Charteinstieg FR: 2001 |
| 2000 | Comme un aimant    | FR7 Platin · (29 Wo.)FR | BEW23 (18 Wo.)BEW | — | Soundtrack                                                    |
| 2001 | Sol Invictus       | FR3 Gold · (24 Wo.)FR | BEW5 (6 Wo.)BEW | CH25 (5 Wo.)CH |                                                               |
| 2002 | Black Album        | FR25 (6 Wo.)FR | BEW49 (1 Wo.)BEW | CH35 (4 Wo.)CH | Erstveröffentlichung: 31. Oktober 2002                        |
| 2006 | Soldats de Fortune | FR8 (23 Wo.)FR | BEW9 (14 Wo.)BEW | CH20 (8 Wo.)CH | Erstveröffentlichung: 10. März 2006                           |
| 2010 | La Face B          | FR117 (5 Wo.)FR | — | — | Erstveröffentlichung: 19. März 2010                           |
| 2014 | Je suis en vie     | FR9 (15 Wo.)FR | BEW13 (15 Wo.)BEW | CH23 (3 Wo.)CH | Erstveröffentlichung: 3. November 2014                        |

Weitere Alben
- 1998: Taxi (Soundtrack)
- 2000: Electro Cypher (Compilation)
- 2007: Double Chill Burger & Live Au Docks Des Suds
- 2011: We luv New York mit Faf Larage

### Singles
| Jahr | Titel Album                                       | Höchstplatzierung, Gesamtwochen, AuszeichnungChartplatzierungen (Jahr, Titel, Album, Platzierungen, Wochen, Auszeichnungen, Anmerkungen) | Höchstplatzierung, Gesamtwochen, AuszeichnungChartplatzierungen (Jahr, Titel, Album, Platzierungen, Wochen, Auszeichnungen, Anmerkungen) | Höchstplatzierung, Gesamtwochen, AuszeichnungChartplatzierungen (Jahr, Titel, Album, Platzierungen, Wochen, Auszeichnungen, Anmerkungen) | Anmerkungen |
| Jahr | Titel Album                                       | FR | BEW | CH | Anmerkungen |
| ---- | ------------------------------------------------- | --- | --- | --- | --- |
| 1996 | Bad Boys de Marseille Métèque et mat              | FR13 Gold · (23 Wo.)FR | BEW33 (7 Wo.)BEW | — | mit Fonky Family |
| 1997 | J’ai pas de face –                                | FR32 (13 Wo.)FR | BEW33 (7 Wo.)BEW | — | |
| 1999 | 16’30 contre la censure –                         | FR22 (13 Wo.)FR | — | — | mit Abou, Basic, Chien De Paille, Driver, Eben & Niro, Fonky Family, Insomniak, KDD, L’Ame Du Razwar, Menelik & Mystik |
| 2001 | AKH Black Album                                   | FR12 (14 Wo.)FR | BEW15 (7 Wo.)BEW | — | |
| 2001 | Une impression Sol Invictus                       | FR66 (10 Wo.)FR | — | — | Erstveröffentlichung: 23. November 2001                                                                                |
| 2002 | J’ai vraiment pas de face –                       | FR52 (7 Wo.)FR | — | — | |
| 2004 | L’Américain Double Chill Burger – Quality Best Of | FR53 (9 Wo.)FR | — | CH91 (1 Wo.)CH | Erstveröffentlichung: 2. August 2004 mit Faf Larage                                                                    |
| 2006 | Foot 2 rue –                                      | FR9 (20 Wo.)FR | — | — | |
| 2015 | Vivre maintenant –                                | FR86 (7 Wo.)FR | — | — | |

### Gastbeiträge
| Jahr | Titel Album                       | Höchstplatzierung, Gesamtwochen, AuszeichnungChartplatzierungen (Jahr, Titel, Album, Platzierungen, Wochen, Auszeichnungen, Anmerkungen) | Höchstplatzierung, Gesamtwochen, AuszeichnungChartplatzierungen (Jahr, Titel, Album, Platzierungen, Wochen, Auszeichnungen, Anmerkungen) | Höchstplatzierung, Gesamtwochen, AuszeichnungChartplatzierungen (Jahr, Titel, Album, Platzierungen, Wochen, Auszeichnungen, Anmerkungen) | Anmerkungen                                                                           |
| Jahr | Titel Album                       | FR | BEW | CH | Anmerkungen                                                                           |
| --- | --------------------------------- | --- | --- | --- | ------------------------------------------------------------------------------------- |
| 1998 | Def Bond (Secret Défense Remix) – | FR30 (12 Wo.)FR | — | — | Kheops feat. Def Bond et Spectre a.k.a Akhenaton                                      |
| 2010 | À mi-chemin –                     | FR70 (18 Wo.)FR | — | — | Erstveröffentlichung: 15. Februar 2010 Hocus Pocus feat. Akhenaton & Ben l’Oncle Soul |
| Folgende Lieder erschienen nicht als Single, wurden aber durch das Album zum Download und Streaming bereitgestellt und konnten somit eine Platzierung erlangen: |                                   | | | |                                                                                       |
| |                                   | | | |                                                                                       |
| 2020 | Je suis marseille 13 Organisé     | FR12 Gold · (8 Wo.)FR | — | — | 13 Organisé feat. Akhenaton, Jul, L’Algerino, Alonzo & Shurik                         |